# Талеб Ибрахими, Ахмед
Ахмед Та́леб Ибрахи́ми (араб. اأحمد طالب الإبراهيمي‎, 5 января 1932, Сетиф, Алжир) — министр иностранных дел Алжира в 1982—1988 годах, кандидат на пост президента в 1999 и 2004 годах, умеренный исламист.

## Биография
Родился в семье скромного достатка, отец — видный исламский богослов умеренных взглядов и учёный шейх Башир Ибрахими. Под влиянием отца, не скрывавшего своих взглядов, вырос противником французского колониализма и сторонником независимости страны. Окончил Парижскую медицинскую академию, имеет звание доктора медицины в области гематологии.
В феврале 1957 года, во время учёбы во Франции, арестован по обвинению в подрывной деятельности и создании Всеобщего союза алжирских студентов-мусульман (UGEMA). Во время 5-летнего заключения вошёл в круг будущих руководителей независимого Алжира. Освобождён в сентябре 1961 года по болезни. С 1962 года работал врачом в главной больнице Алжира до и после независимости. Многократно отклонял предложения перейти на госслужбу в различные министерства.
По распоряжению президента страны А. Бен Белла в июле 1964 года арестован как несогласный с режимом. За период 8-месячного заключения подвергался пыткам. Освобождён в феврале 1965 года по ходатайству министра обороны и будущего президента страны Хуари Бумедьена. После лечения в Швейцарии вернулся на родину и продолжил работать врачом.
После переворота 19 июня 1965 года и прихода к власти Х. Бумедьена принял его предложение занять пост министра национального образования. Реформировал школу и систему образования страны.
В 1970—1977 годах — министр информации и культуры, в 1977—1982 годах — министр-советник при президенте страны, занимался внешними связями.
С 8 мая 1982 года по 1988 год — министр иностранных дел Алжира.
В 1999 и 2004 годах пытался баллотироваться на пост президента, в 1999 снял своя кандидатуру, вместе с прочими оппозиционерами, обвинив власти и армию во влиянии на исход выборов, в 2004-м его кандидатура была снята, как имеющего связи с запрещённым Исламским фронтом спасения.
Является одним из старших научных сотрудников Королевского института исламской мысли им. Аала аль-Байта.
Автор книги «Письма из тюрьмы» (1965) и 2-хтомника «Мемуары алжирца» (2006, 2008 г.г.).